# Dunbar Douglas (4e comte de Selkirk)
Dunbar Douglas, né le 1er décembre 1722 et mort le 24 juin 1799, 4e comte de Selkirk, est un aristocrate et pair écossais. Né Dunbar Hamilton, il est le petit-fils de Lord Basil Hamilton, le frère cadet de John Hamilton, 3e comte de Selkirk.

## Biographie
Il étudie à la Glasgow University à partir de 1739, et est grandement influencé par Francis Hutcheson, professeur de philosophie morale. En 1745, il reçoit un doctorat honoraire de droit civil.
Selkirk soutient le gouvernement pendant la révolte jacobite de 1745. Il est recteur de l'Université de Glasgow (en) de 1766 à 1768. Il sert comme Lord Lieutenant de Kirkcudbright et, à partir de 1787, comme representative peer d’Écosse.
En 1778, pendant la guerre d'indépendance des États-Unis, est la cible d'un raid mené par John Paul Jones, captain dans la Continental Navy. Jones, fils d'un ancien jardinier de Selkirk, jette l'ancre de son vaisseau, l’USS Ranger sur la côte de St Mary's Isle, avec l'intention de kidnapper le comte et de l'échanger contre la libération de prisonniers américains. Ne trouvant sur place que la comtesse et ses enfants, ses hommes ne repartent qu'avec l'argenterie de la maison.
En 1782, il devient membre de la très radicale Society for Constitutional Information.
Lord Selkirk a sept fils, dont six mourront avant lui. Le plus jeune, Thomas Douglas (5e comte de Selkirk), lui succède en tant que 5e comte de Selkirk.